# NGC 6007
NGC 6007 ist eine 13,1 mag helle balkenspiralförmige Radiogalaxie vom Hubble-Typ SBcd im Sternbild Schlange, die schätzungsweise 475 Millionen Lichtjahre von der Milchstraße entfernt ist. Im selben Himmelsareal befinden sich u. a. die Galaxien NGC 6006 und NGC 6009.
Das Objekt wurde am 2. Juni 1864 von Albert Marth entdeckt.